# Fotoliasa

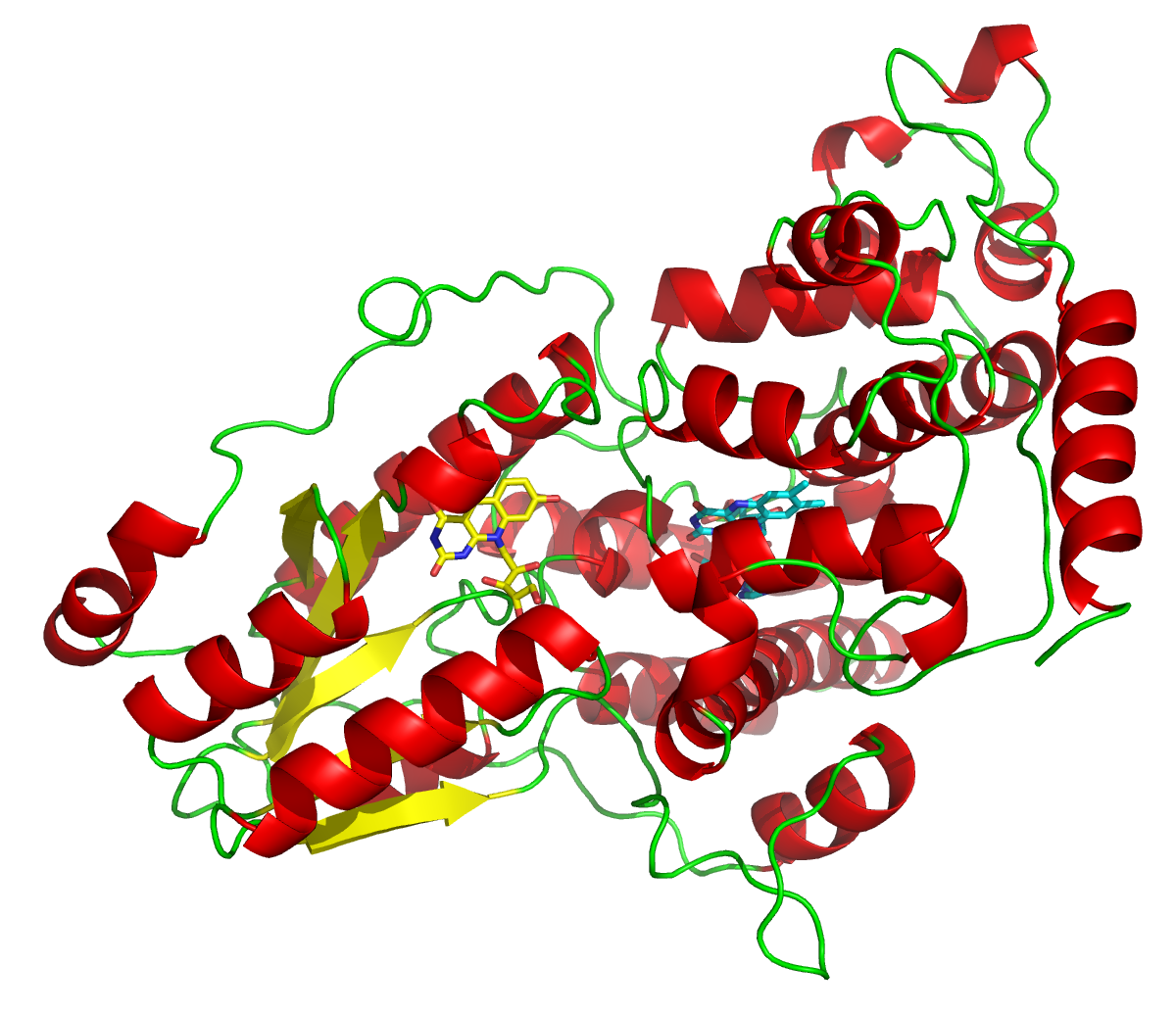
Una fotoliasa dezaflavina dAnacystis nidulans que il·lustra els dos cofactors que capten llum: FADH^{−} (en groc) i 8-HDF (en cian).

Les fotoliases, en anglès:Photolyases, (EC 4.1.99.3) són enzims reparadors d'ADN que reparen els danys causats per l'exposició a la llum ultraviolada. El mecanisme d'aquests enzims requereix la llum visible, preferentment del violeta/blau del'espectre, i el mecanisme es coneix com la fotoreactivació.
Filogenèticament la fotoliasa és un enzim antic el qual es presenta i és funcional en moltes espècies, des dels bacteris als fongs i en les plantes i els animals. La fotoliasa és particularment important en la reparació del dany induït per la llum ultraviolada en les plantes. El mecanisme de la fotoliasa ja no funciona en els humans i altres mamífers placentaris que es fa en el menys eficient sistema de la reparació per excisió dels nucleòtids.
Les fotoliases són flavoproteïnes. Aquest enzim actua fent la transferència d'electrons.
Algunes cremes solars contenen fotoliasa entre els seus ingredients, i pretenen que proporcionen una acció reparadora respecte al dany per llum ultraviolada en la pell.

## Proteïnes humanes que contenen aquest domini
CRY1; CRY2;